# Pomorzlinowate

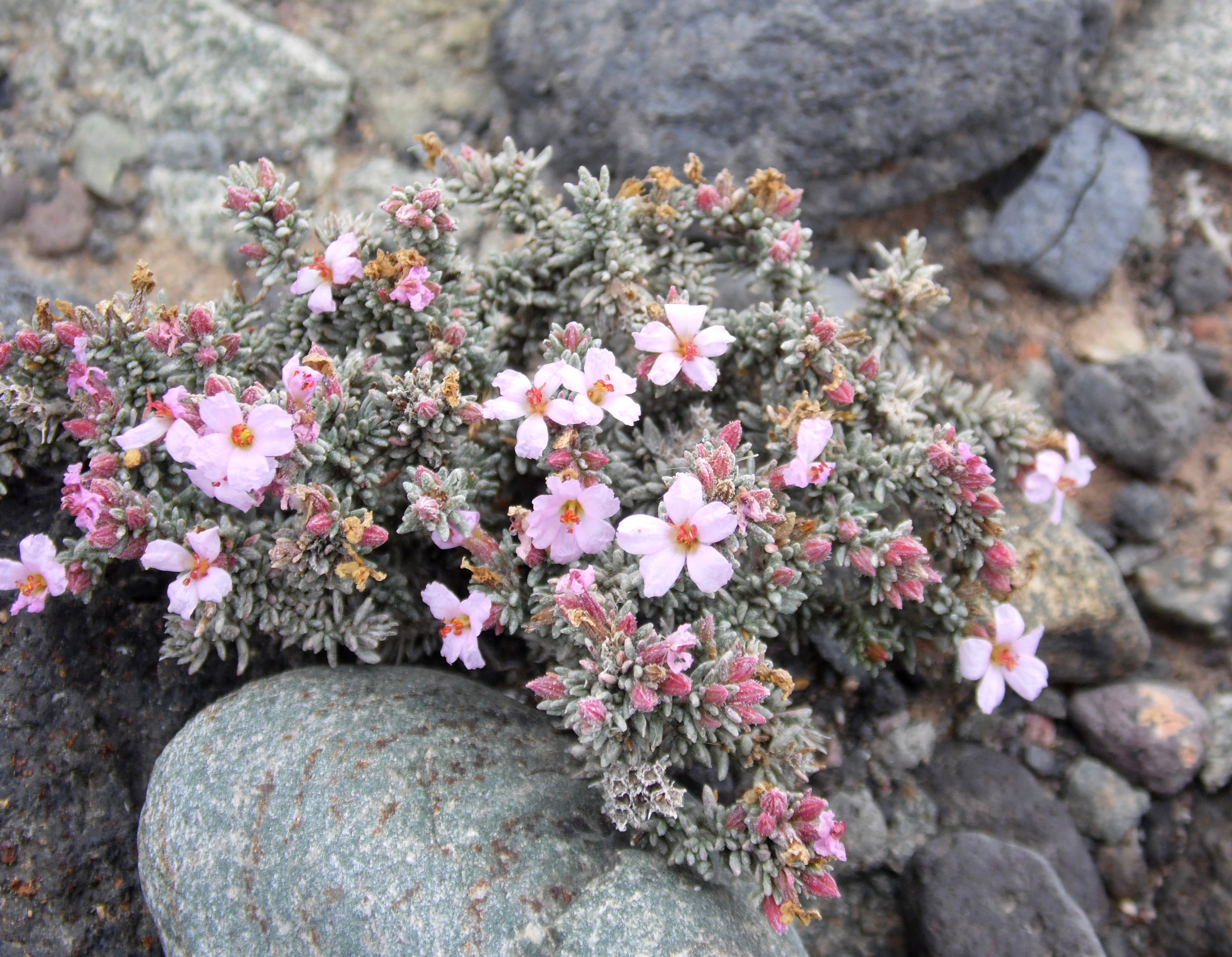
Frankenia capitata

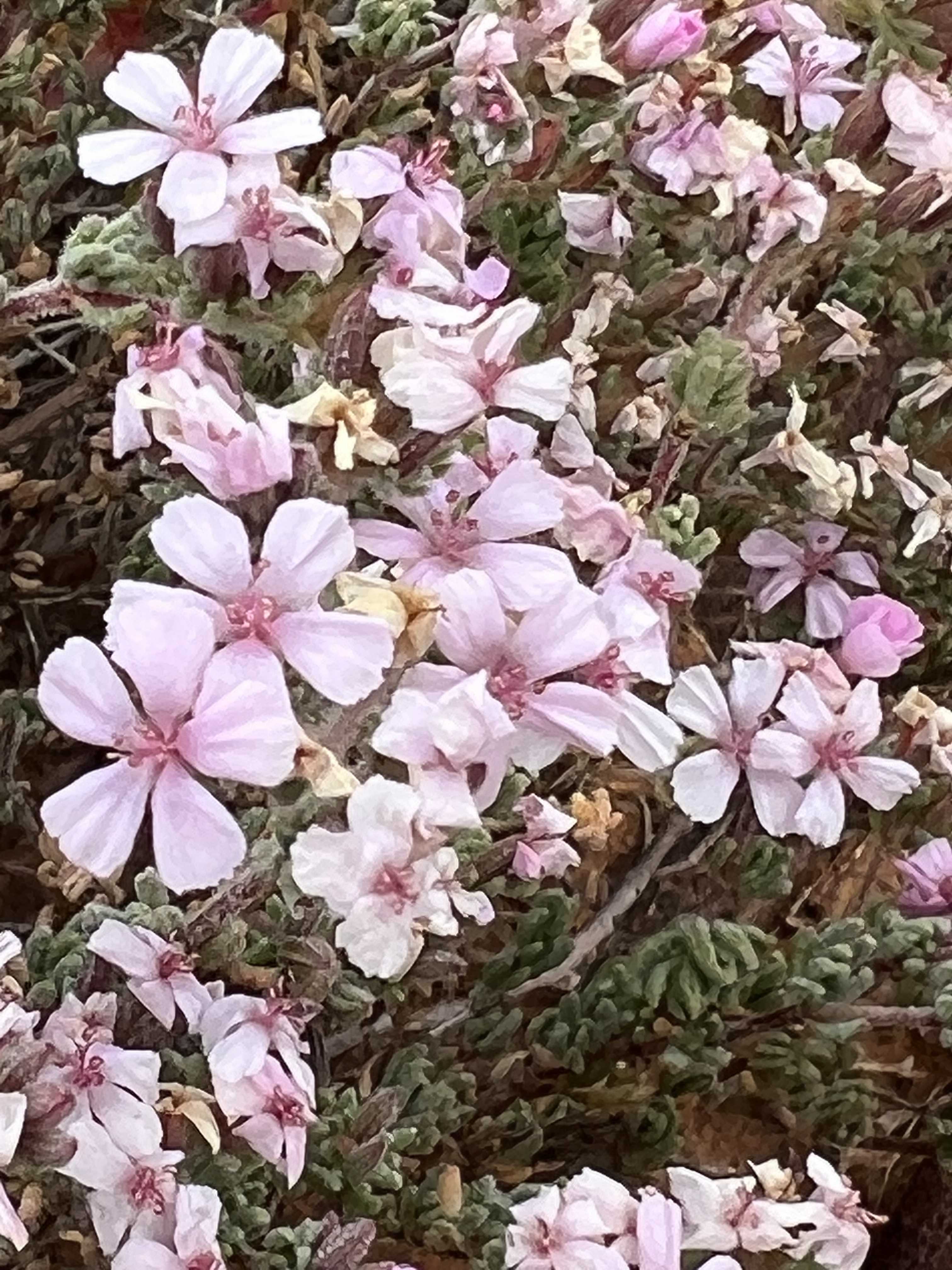
Frankenia cordata

Pomorzlinowate (Frankeniaceae Desv.) – monotypowa rodzina roślin okrytonasiennych. Obejmuje jeden rodzaj pomorzlin (Frankenia), w obrębie którego wyróżnia się ok. 80–90 gatunków. Rośliny te występują na wszystkich kontynentach z wyjątkiem Antarktydy. Zasiedlają zwykle plaże i pustynie, wiele gatunków dobrze znosi siedliska silnie zasolone. 
Jako roślina ozdobna w ogrodach skalnych uprawiany bywa gatunek europejski – Frankenia laevis. Niektóre gatunki wykorzystywane są jako lecznicze, np. południowoamerykański F. salina stosowany jest do leczenia chorób reumatycznych. Rośliny z tego rodzaju stanowią też źródło trucizn, a popiół stanowi surowiec do pozyskania soli.
Nazwa naukowa rodzaju i rodziny upamiętnia szwedzkiego naturalistę Johanna Franckego (Johannus Frankenius, 1590–1661), profesora medycyny Uniwersytetu w Uppsali.

## Rozmieszczenie geograficzne
Rodzaj Frankenia ma centrum zróżnicowania w Australii, gdzie rośnie 50 gatunków. Poza tym rośliny te są szeroko rozprzestrzenione, zwłaszcza w rejonie wybrzeży w strefie podzwrotnikowej i tropikalnej. Na kontynentach amerykańskich rośnie 14 gatunków – w południowo-zachodniej części Ameryki Północnej oraz zachodniej i południowej części Ameryki Południowej. Przedstawiciele rodzaju obecni są na wyspach Oceanu Atlantyckiego, w północnej i południowej Afryce, w południowej Europie (6 gatunków), w południowo-zachodniej i środkowej Azji.

## Morfologia

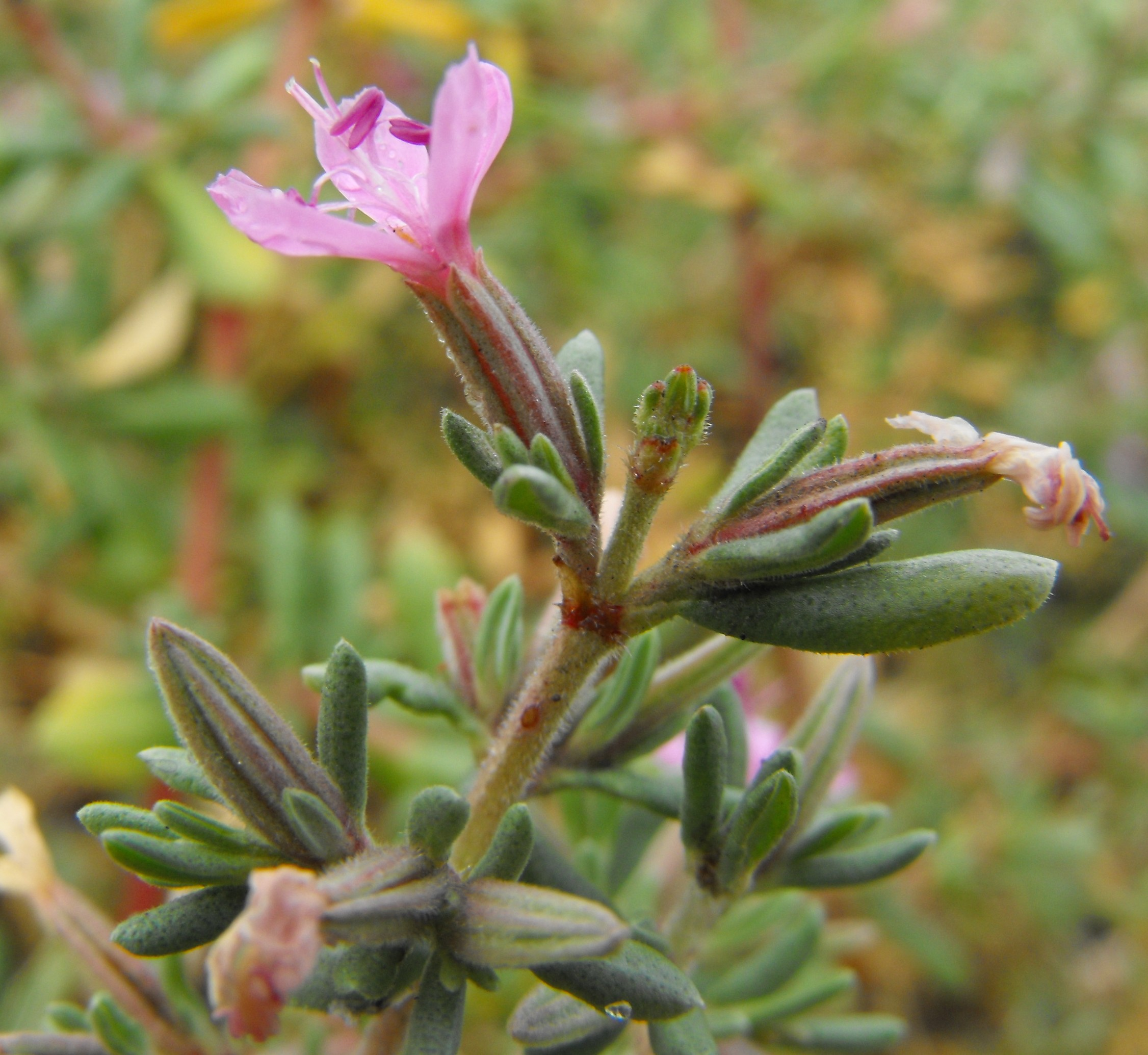
Frankenia salina

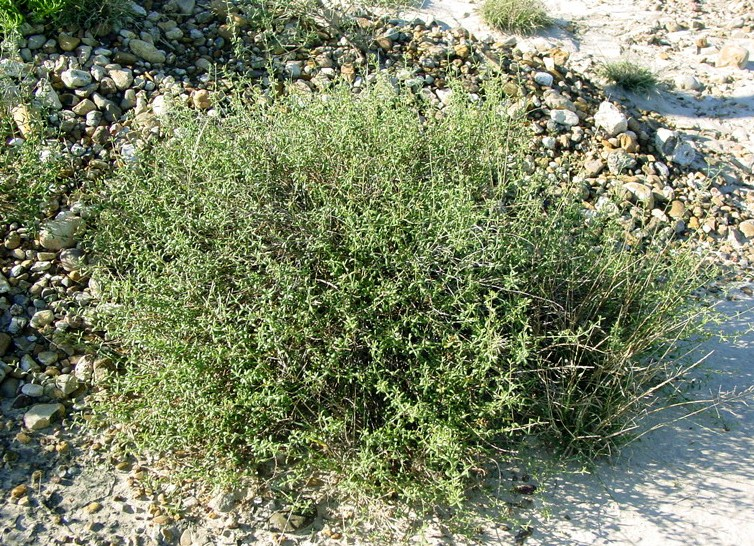
Frankenia johnstonii

PokrójRośliny zielne (jednoroczne i byliny), rzadziej krzewy, często poduszkowe.
LiścieNaprzeciwległe, nieduże, pojedyncze, często pary liści zrastają się nasadami. Blaszki są płaskie lub silnie podwinięte (na przekroju liście bywają okrągłe).
KwiatyPromieniste i obupłciowe, wyrastają pojedynczo lub zebrane w wierzchotkowate kwiatostany. Kielich tworzy zwykle 5, rzadziej 4, 6, 7 działek, zrośniętych u dołu w trwałą, żebrowaną rurkę, na szczycie z krótkimi ząbkami. Taka sama jest liczba płatków korony, które są wolne, z paznokciem, z którego górnej części wyrastają łuskowate osklepki lub języczek. Pręciki są trzy w jednym okółku lub jest ich więcej (zwykle 6, ale czasem do 25) w dwóch okółkach. Nitki pręcików są wolne lub zrośnięte u dołu. Pylniki otwierają się podłużnymi pęknięciami do zewnątrz. Górna zalążnia tworzona jest przez 1–4 owocolistki (najczęściej trzy) i jest jednokomorowa. Smukła szyjka słupka zwieńczona jest rozgałęzieniami ze znamionami w liczbie odpowiadającej liczbie owocolistków.
OwoceTorebki schowane w trwałych kielichach.

## Systematyka

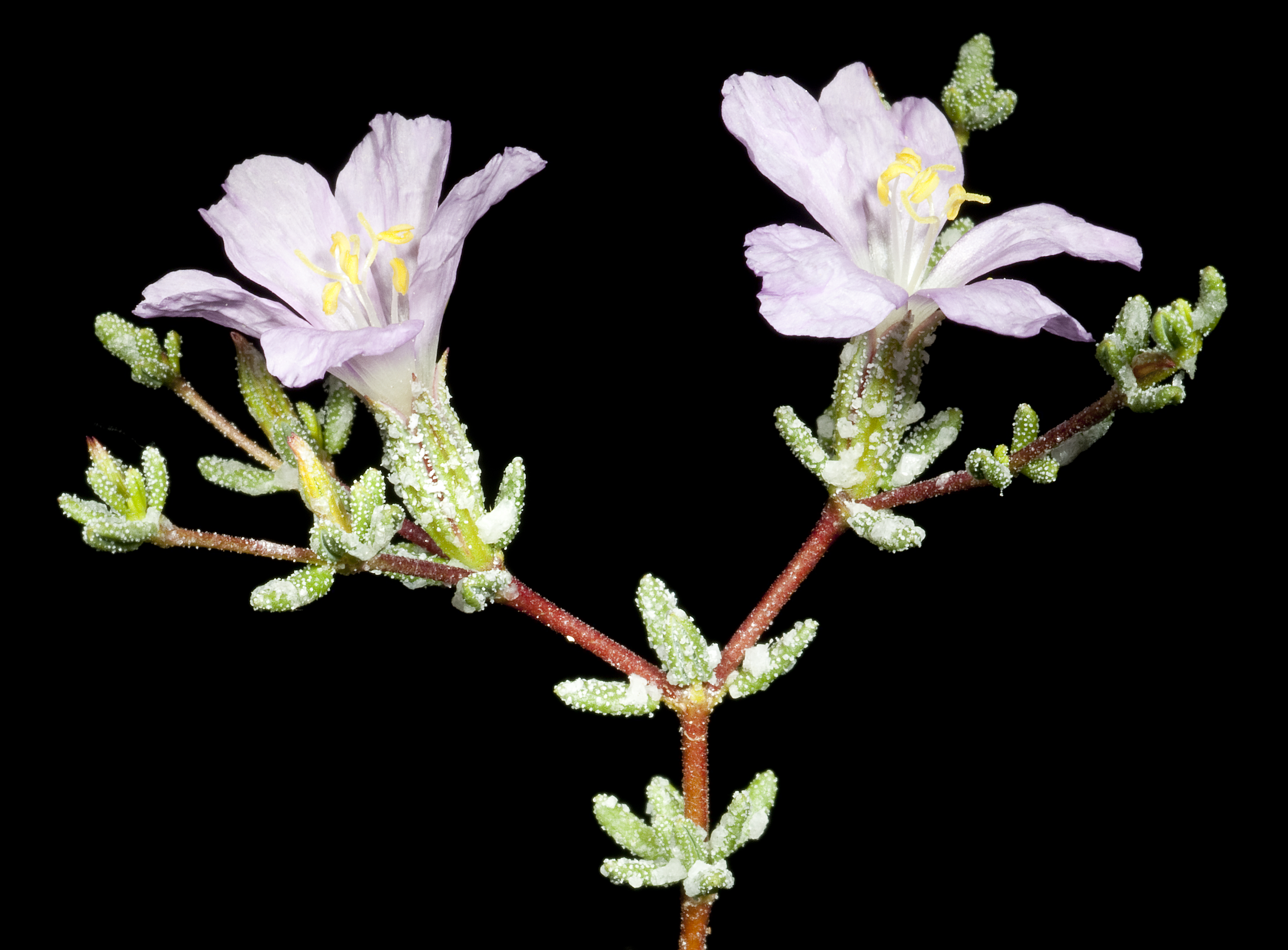
Frankenia pauciflora

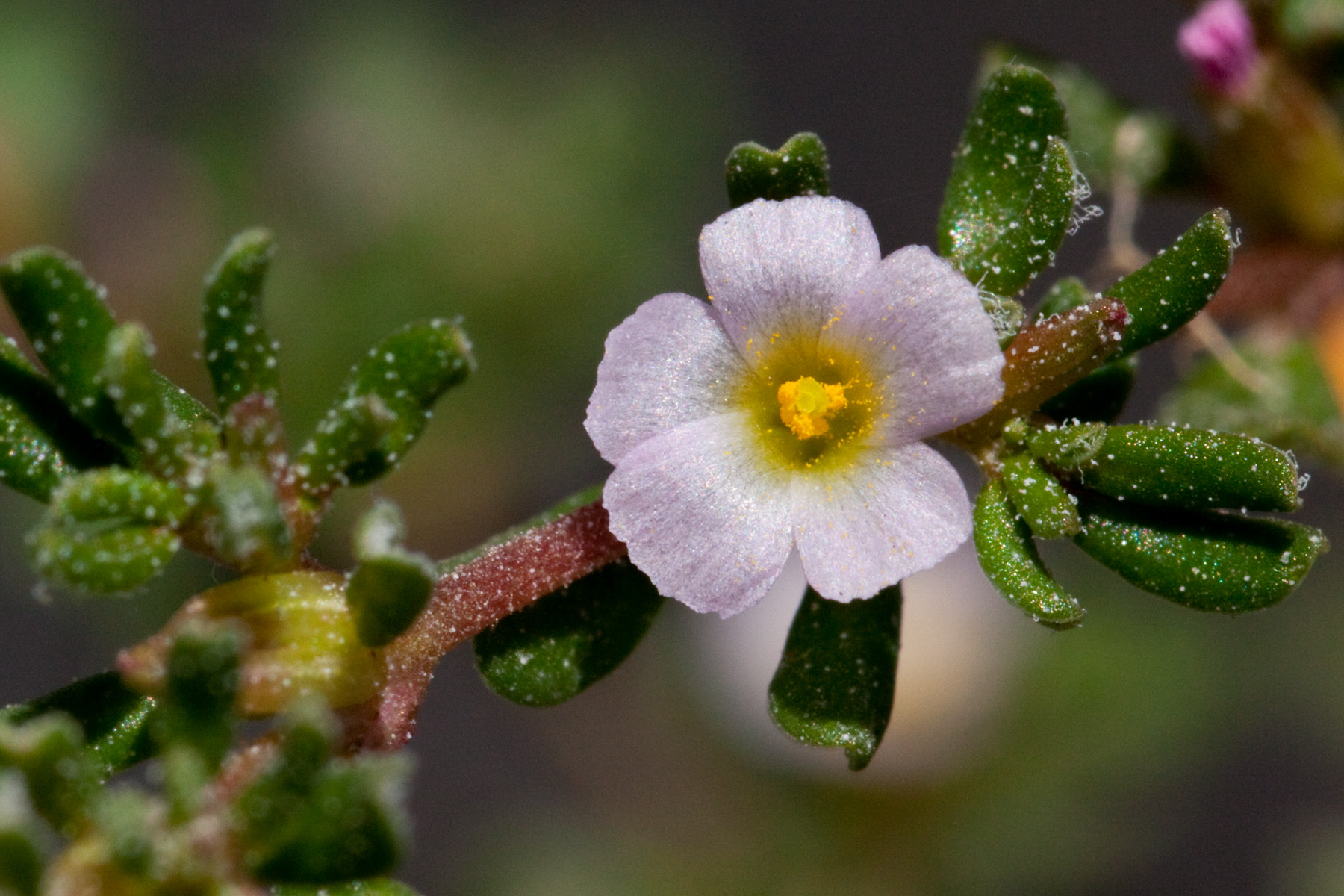
Frankenia pulverulenta

Pozycja systematyczna według APweb (aktualizowany  system APG IV z 2016)
Rodzina siostrzana dla tamaryszkowatych:
|  | Droseraceae – rosiczkowate      |
|  |                                 |
|  | Nepenthaceae – dzbanecznikowate |
|  |                                 |

|  | Drosophyllaceae – rosolistnikowate                                     |
|  |                                                                        |
|  | \| \| Ancistrocladaceae \| \| \| \| \| \| Dioncophyllaceae \| \| \| \| |
|  |                                                                        |
|  | Ancistrocladaceae                                                      |
|  |                                                                        |
|  | Dioncophyllaceae                                                       |
|  |                                                                        |

|  | Ancistrocladaceae |
|  |                   |
|  | Dioncophyllaceae  |
|  |                   |

|  | Droseraceae – rosiczkowate      |
|  |                                 |
|  | Nepenthaceae – dzbanecznikowate |
|  |                                 |

|  | Drosophyllaceae – rosolistnikowate                                     |
|  |                                                                        |
|  | \| \| Ancistrocladaceae \| \| \| \| \| \| Dioncophyllaceae \| \| \| \| |
|  |                                                                        |
|  | Ancistrocladaceae                                                      |
|  |                                                                        |
|  | Dioncophyllaceae                                                       |
|  |                                                                        |

|  | Ancistrocladaceae |
|  |                   |
|  | Dioncophyllaceae  |
|  |                   |

|  | Frankeniaceae – pomorzlinowate |
|  |                                |
|  | Tamaricaceae – tamaryszkowate  |
|  |                                |

|  | Plumbaginaceae – ołownicowate |
|  |                               |
|  | Polygonaceae – rdestowate     |
|  |                               |

|  | Frankeniaceae – pomorzlinowate |
|  |                                |
|  | Tamaricaceae – tamaryszkowate  |
|  |                                |

|  | Plumbaginaceae – ołownicowate |
|  |                               |
|  | Polygonaceae – rdestowate     |
|  |                               |

|  | Droseraceae – rosiczkowate      |
|  |                                 |
|  | Nepenthaceae – dzbanecznikowate |
|  |                                 |

|  | Drosophyllaceae – rosolistnikowate                                     |
|  |                                                                        |
|  | \| \| Ancistrocladaceae \| \| \| \| \| \| Dioncophyllaceae \| \| \| \| |
|  |                                                                        |
|  | Ancistrocladaceae                                                      |
|  |                                                                        |
|  | Dioncophyllaceae                                                       |
|  |                                                                        |

|  | Ancistrocladaceae |
|  |                   |
|  | Dioncophyllaceae  |
|  |                   |

|  | Droseraceae – rosiczkowate      |
|  |                                 |
|  | Nepenthaceae – dzbanecznikowate |
|  |                                 |

|  | Drosophyllaceae – rosolistnikowate                                     |
|  |                                                                        |
|  | \| \| Ancistrocladaceae \| \| \| \| \| \| Dioncophyllaceae \| \| \| \| |
|  |                                                                        |
|  | Ancistrocladaceae                                                      |
|  |                                                                        |
|  | Dioncophyllaceae                                                       |
|  |                                                                        |

|  | Ancistrocladaceae |
|  |                   |
|  | Dioncophyllaceae  |
|  |                   |

|  | Frankeniaceae – pomorzlinowate |
|  |                                |
|  | Tamaricaceae – tamaryszkowate  |
|  |                                |

|  | Plumbaginaceae – ołownicowate |
|  |                               |
|  | Polygonaceae – rdestowate     |
|  |                               |

|  | Frankeniaceae – pomorzlinowate |
|  |                                |
|  | Tamaricaceae – tamaryszkowate  |
|  |                                |

|  | Plumbaginaceae – ołownicowate |
|  |                               |
|  | Polygonaceae – rdestowate     |
|  |                               |

Podział
Rodzaj: Frankenia Linnaeus, Sp. Pl. 331. 1 Mai 1753

- Frankenia adpressa Summerh.
- Frankenia ambita Ostenf.
- Frankenia boissieri Reut. ex Boiss.
- Frankenia brachyphylla (Benth.) Summerh.
- Frankenia bracteata Turcz.
- Frankenia bucharica Basil.
- Frankenia caboverdeana (Brochmann, Lobin & Sunding) Rivas Mart., Lousã, J.C.Costa & Maria C.Duarte
- Frankenia capitata Webb & Berthel.
- Frankenia chevalieri Maire
- Frankenia chilensis C.Presl ex Schult. & Schult.f.
- Frankenia chubutensis Speg.
- Frankenia cinerea A.DC.
- Frankenia conferta Diels
- Frankenia confusa Summerh.
- Frankenia connata Sprague
- Frankenia cordata J.M.Black
- Frankenia corymbosa Desf.
- Frankenia crispa J.M.Black
- Frankenia cupularis Summerh.
- Frankenia decurrens Summerh.
- Frankenia densa Summerh.
- Frankenia desertorum Summerh.
- Frankenia drummondii Benth.
- Frankenia eremophila Summerh.
- Frankenia ericifolia C.Sm. ex DC.
- Frankenia fecunda Summerh.
- Frankenia fischeri Hicken
- Frankenia flabellata Sprague
- Frankenia foliosa J.M.Black
- Frankenia fruticosa J.C.Manning & Helme
- Frankenia georgei Diels
- Frankenia glomerata Turcz.
- Frankenia gracilis Summerh.
- Frankenia gypsophila I.M.Johnst.
- Frankenia hamata Summerh.
- Frankenia hirsuta L.
- Frankenia hispidula Summerh.
- Frankenia interioris Ostenf.
- Frankenia irregularis Summerh.
- Frankenia jamesii Torr. ex A.Gray
- Frankenia johnstonii Correll
- Frankenia juniperoides (Hieron.) M.N.Correa
- Frankenia laevis L.
- Frankenia latior Sprague & Summerh.
- Frankenia laxiflora Summerh.
- Frankenia leonardorum Alain
- Frankenia magnifica Summerh.
- Frankenia margaritae Medrano
- Frankenia microphylla Cav.
- Frankenia montana (Brochmann, Lobin & Sunding) Rivas Mart., Lousã, J.C.Costa & Maria C.Duarte
- Frankenia muscosa J.M.Black
- Frankenia nodiflora Lam.
- Frankenia orthotricha (J.M.Black) J.M.Black
- Frankenia pallida Boiss.
- Frankenia palmeri S.Watson
- Frankenia parvula Turcz.
- Frankenia patagonica Speg.
- Frankenia pauciflora DC.
- Frankenia persica (Boiss.) Jaub. & Spach
- Frankenia planifolia Sprague & Summerh.
- Frankenia plicata Melville
- Frankenia pomonensis Pohnert
- Frankenia portulacifolia (Roxb.) Spreng.
- Frankenia pseudoericifolia Rivas Mart., Lousã, J.C.Costa & Maria C.Duarte
- Frankenia pseudoflabellata Summerh.
- Frankenia pulverulenta L.
- Frankenia punctata Turcz.
- Frankenia repens (P.J.Bergius) Fourc.
- Frankenia salina (Molina) I.M.Johnst.
- Frankenia salsuginea Adıgüzel & Aytaç
- Frankenia scabra Lindl.
- Frankenia serpyllifolia Lindl.
- Frankenia sessilis Summerh.
- Frankenia setosa W.Fitzg.
- Frankenia stuartii Summerh.
- Frankenia subteres Summerh.
- Frankenia tetrapetala Labill.
- Frankenia thymifolia Desf.
- Frankenia triandra J.Rémy
- Frankenia tuvinica Lomon.
- Frankenia uncinata Sprague & Summerh.
- Frankenia vidalii Phil.